# Eurico Caires
Eurico Caires   (Funchal, 5 d'agost de 1952 - 13 de novembre de 1989), nom complet Eurico Mendonça de Caires, conegut simplement com a Eurico, va ser un futbolista portuguès que va jugar com a migcampista.
Va representar clubs a Portugal, el Canadà i els Estats Units.

## Carrera de club
Nascut a Funchal, Madeira, Eurico va jugar a futbol juvenil amb el SL Benfica, va ascendir al primer equip la temporada 1971–72 i va fer una aparició a la Primeira Liga, com a substitut. Va passar a representar, sempre a la màxima categoria, SC Beira-Mar, CD Montijo i GD Estoril Praia.
Al final de la campanya 1975–76, Eurico es va traslladar a l'estranger per jugar a la Lliga de futbol nord-americana, després de breus períodes amb Toronto Metros-Croatia i els Rochester Lancers abans de tornar a Portugal amb Estoril i CF Os Belenenses.
Eurico es va retirar el juny de 1985 amb gairebé 33 anys després de tres anys a les lligues inferiors, acumulant totals de la màxima divisió portuguesa de 171 partits i 16 gols. Va morir set anys després.